# Governatori generali di Papua Nuova Guinea
Quello che segue è un elenco di governatori generali di Papua Nuova Guinea (già Amministratori e Alti Commissari della Papua Nuova Guinea) dalla creazione della colonia nel 1945 sino all'ottenimento dell'indipendenza nel 1975. Dall'indipendenza è stato creato un governatore generale in rappresentanza del sovrano del Regno Unito.

## Amministratori di Papua e della Nuova Guinea (1945–1973)
- Jack Keith Murray, 31 ottobre 1945–1952
- Brigadiere generale Sir Donald Cleland, 1952–1966
- David Hay, 23 dicembre 1966–1970
- Leslie Wilson Johnson, 1970–1973

Nel 1971, il nome del territorio venne cambiato in Papua Nuova Guinea.

## Alti commissario della Papua Nuova Guinea (1973–1975)
- Leslie Wilson Johnson, 1973–marzo 1974, continuato
- Thomas Kingston Critchley, marzo 1974–16 settembre 1975

Il 16 settembre 1975, la Papua Nuova Guinea ottenne l'indipendenza.

## Governatori generali della Papua Nuova Guinea (1975-oggi)
- Sir John Guise, 1975-1977
- Sir Tore Lokoloko, 1977-1983
- Sir Kingsford Dibela, 1983-1989
- Sir Ignatius Kilage 1 marzo - 31 dicembre 1989
- Sir Serei Eri 1990-1991
- Sir Wiwa Korowi 1991-1997
- Sir Silas Atopare 1997-2003
- Sir Paulias Matane 2004-2010
- Sir Michael Ogio 2011-2017
- Sir Robert Dadae 2017-oggi